# 豊橋市立岩田小学校
豊橋市立岩田小学校（とよはししりついわたしょうがっこう）は、愛知県豊橋市中岩田にある公立小学校。豊橋鉄道市内線「運動公園前」停留場から東に500m。教育方針は「みんなで 明るく たくましく」。

## 歴史

### 沿革
- 1873年（明治6年）10月 - 創立。
- 1951年（昭和26年）4月1日 - 岩田小学校から豊橋市立岩西小学校が分離。
- 1979年（昭和54年）4月1日 - 岩田小学校から豊橋市立豊小学校が分離。

### 児童数の変遷
『愛知県小中学校誌』（1978年）によると、児童数の変遷は以下の通りである。
| 1947年（昭和22年） | 959人  |  |
| 1957年（昭和32年） | 664人  |  |
| 1967年（昭和42年） | 614人  |  |
| 1977年（昭和52年） | 1637人 |  |

## 特色
創立時の学区は純農村地帯だったが、1965年（昭和40年）以降の区画整理事業によって住宅地となった。このため戦後には児童数が急激に増加し、まず1951年（昭和26年）4月1日には岩田小学校から豊橋市立岩西小学校が分離独立した。1967年（昭和42年）の児童数は614人だったが、宅地化によって1977年（昭和52年）には1637人となったため、1979年（昭和54年）4月1日には岩田小学校から豊橋市立豊小学校が分離独立した。それでもなお1987年（昭和62年）の児童数は1446人を数えたが、1997年（平成9年）には1055人、2007年（平成19年）には967人と落ち着きを見せている。
岩田団地（愛知県営岩田住宅）は外国人が多い団地であり、2009年時点では670世帯のうち約40%が日系ブラジル人らの外国人住民だった。岩田小学校は1990年度（平成2年度）に3人の外国人児童を受け入れると、以後は外国人（特にブラジル人）児童数が徐々に増え、2007年（平成19年）時点では967人中150人が外国人児童である。国際学級があるほか、校内施設の案内表示が日本語とポルトガル語の2ヶ国語で書かれている。また、特徴の一つとして、給食後に生徒は教師が作成した英語学習動画を見る。アニメのように月ごとに話が進んだり、教師がキャラクターに変装してなりきり、学習用音楽CDのリズムに合わせて踊ることで生徒たちの興味を引き付け、体の動きと共に英語を覚えられる。

## 学校行事
- 4月 前期始業式、新任式
- 5月 運動会
- 6月 岩田キング、プール開き
- 7月 夏休み
- 8月 夏休み
- 9月 後期始業式

- 10月 豊橋まつり（造形パラダイス）へ作品出展
- 11月 修学旅行（6年生）
- 12月 学芸会
- 1月 岩田どんどこ祭り
- 2月 長縄大会
- 3月 卒業式（5年生、6年生）、修了式

## 卒業生
- 浅井由崇 - 第35代豊橋市長、元愛知県議会議員